# 路線脫離
《脫離路線》（：／），為韓國JTBC於2021年3月15日播出的Drama Festa、月火劇，該劇從一對母女追趕在婚禮當天逃跑的新郎所開始的輕鬆喜劇。

## 劇情簡介
描述一對母女因一起追蹤落跑新郎而展開，在這其中兩人第一次一起去旅行，在過程中不斷地拌嘴吵架，漸漸地理解對方進而產生感謝之情，也能體諒對方的故事。

## 演員陣容

### 主要人物
| 演員   | 角色   | 介紹                             |
| 南志鉉 | 姜秀智 | 追求平凡幸福的生活。             |
| 朴智英 | 姜敬愛 | 性格衝動用自己的方式在關心女兒。 |

### 其他角色
| 演員   | 角色   | 介紹                                 |
| 金範株 | 具成燦 | 與秀智結婚卻在婚禮上臨時逃跑的新郎。 |

## 收視率
| 集數       | 播出日期   | AGB收視率        |
| 集數       | 播出日期   | 大韓民國（全國） |
| ---------- | ---------- | ---------------- |
| 1          | 2021/03/15 | 2.421%           |
| 2          | 2021/03/16 | 2.113%           |
| 平均收視率 | 平均收視率 | 2.267%           |

- 收視最低的集數以藍色表示，收視最高的集數以紅色表示，而空格則表示該集的收視沒有相關數據。

### 引由
1. ↑  .   [2021-04-07]. （原始内容存档于2021-04-20）.
2. ↑   [每日收視數據表] (AGB).   [2020-02-25]. （原始内容存档于2017-05-13） （韩语）.

## 外部連結
- 韓國JTBC官方網站 （页面存档备份，存于）

| 韓國 JTBC Drama Festa                                 | 韓國 JTBC Drama Festa                          | 韓國 JTBC Drama Festa                          |
| ----------------------------------------------------- | ---------------------------------------------- | ---------------------------------------------- |
|                                                       | 路線脫離 （2021年3月15日 - 2021年3月16日）     |                                                |
| 你好德古拉 （2020年2月17日 - 2020年2月18日）          | 尋找一位孩子 （2021年3月22日 - 2021年3月23日） |                                                |
| JTBC 月火劇                                           |                                                |                                                |
| 前輩，那支口紅不要塗 （2021年1月18日 - 2021年3月9日） | 路線脫離 （2021年3月15日 - 2021年3月16日）     | 尋找一位孩子 （2021年3月22日 - 2021年3月23日） |